# NOV (ボーカリスト)
NOV（ノブ、1966年10月11日 - ）は、日本の歌手。ヘヴィメタルバンドVOLCANO、及び地獄カルテットのヴォーカリスト。かつてヘヴィロックバンドAIONに所属していた。非常に広い声域を持ち、かつパワフルな歌声で、金属的な声質をしていながらあらゆるメロディを歌いこなす柔軟性のあるシンガーである。

## 経歴
小学生の頃からリトルリーグに所属し、野球に打ち込んでいた。中学三年生でシニアリーグのレギュラーになり関西で準優勝するなど好成績をおさめたが、センターを守っていた試合で追う気にもならないほどのホームランを打たれ、「こんな人がプロになるのだ」と野球選手になる夢をあきらめた。その時のバッターは当時中学二年生の清原和博であった。この頃に聞いていた音楽はYMOや甲斐バンド。二歳上の姉の影響でLazyの歌を練習したこともあるが、当時は音楽にあまり興味がなかった。
高校一年生の時、野球で潰れたハスキーボイスのために、同級生からロックバンドのボーカルをやっていると勘違いされる。その時に勧められて聴いたLOUDNESSのデビュー・アルバムに衝撃を受け、「Loudness」と「Sexy Woman」をコピーしたのが音楽活動のきっかけである。そのほか高校時代にコピーしたバンドは、Ozzy Osbourne、IRON MAIDEN、Tygers of Pan Tang、Rainbow、Deep Purple、Led Zeppelinなど。
1986年、PARANOIAに加入し、心斎橋バハマにてライブハウスでの活動を始める。1987年、Nao（ギター）、Heath（ベース）、KOH（ドラムス）とともにLPアルバム『Come From Behind』（Night Gallery）をリリース。同年12月、PARANOIAを脱退。
1988年、Lunatic Luna（ベース）、Hyde（ギター）、Sheen（ドラム）とともにZ-SECTを結成。10月にミニ・アルバム『N.O.V』をリリース。この頃は脳舞と名乗っていた。音楽性の違いにより解散。ベースのLunaとは解散後も一緒にバンドをやる約束だったが、AIONに誘われ迷っていたところ、AIONへ入るよう背中を押したのが、後にLunaとEins:Vierを組むことになるHirofumi（ボーカル）であった。
1989年、ギタリストIZUMIを中心に1983年に結成されたヘヴィーロックバンド、AIONに加入。1990年にボーカルパートをNOVに差し替えた『HUMAN GRIEFMAN』を発表し、オリコン・インディーズ・チャート1位を獲得する。1991年に『Aionism』でBMGビクター/ariolaよりメジャー・デビュー。（AION関連についてはAIONの項目参照）
1999年、へヴィーメタルバンドVOLCANOに参加。VOLCANOは、Gargoyleのギタリストだった屍忌蛇が中心となり、AIONのNOV、YOUTHQUAKEのAKIRA（ベース）、GargoyleのKATSUJI（ドラム）とともに結成されたプロジェクトバンドである。2000年1月にエイベックスより『VIOLENT』をリリース。当初はメロディックデスメタルをやるつもりであったが、出来上がったらパワーメタルになっていたとは屍忌蛇の談。2011年には、当時YOUTHQUAKEのドラマーだったShunを迎え、以来メンバーのメインのバンド活動は変遷しながらも、2022年現在1枚のマキシシングルと1枚のカバーアルバム、8枚のオリジナルアルバムをリリースし、定期的にライブ活動を行っている。
2002年からボーカルインストラクターをしている。現在は音楽専門学校MI JAPAN TOKYOのヴォーカルコースの講師として、若いミュージシャンの育成に従事。SOUND STUDIO CRUEにてバンドマンのためのボーカルレッスンも行っている。
2007年、教則本『地獄のメカニカル・トレーニング・フレーズ』シリーズの著者、MASAKI（ベース）、小林信一（ギター）、GO（ドラム）によるバンド「地獄トリオ」に加入し、四人編成の「地獄カルテット」として活動を始めた。（地獄カルテット関連については地獄カルテットの項目参照）
2016年4月28日公演「魔界が来たりて音に咽ぶ」より、ハイブリッドエンターテイメント魔界に鬼目というキャラクター名で参加している。
2017年4月、AIONを脱退したことが正式に発表された。
2019年1月、堊羅々木探偵事務所にボーカリストとして参加。
2020年4月、LOUDNESSの山下昌良とのユニットHARUKAを始動。
2023年8月4日、魔界のYou Tubeチャンネル魔界通信にゲスト出演。

## エピソード
- 影響を受けたアーティストは、バンドを始めるきっかけとなった二井原実、Graham Bonnet、Janis Joplin。好きなアーティストは、Ozzy Osbourne、IRON MAIDENなど[4]。
- 作詞は、言葉の意味を大きく捉えつつ言葉の持つ響きを重要視している。ラップのように韻を踏んだり、歌い回しによって英語のように聞こえる日本語詞や、言葉遊びも特徴のひとつである。テーマは世の中の不条理や、身近な事に関してが多く、他界した飼い猫について書かれた歌詞もある。ライブではその場所やノリに合わせて、歌詞を即興的に変えるなどアドリブを楽しんでいる[13]。
- これまでの使用機材は、マイクロホンがaudio-technica ATW-T78V、SHURE BETA58A、audio-technica AE6100/LE、SHURE SM58、LINE6 XD-V70、LINE6 XD-V75など。ボーカルエフェクターがBOSS VE-20 Vocal Processor[14] など。
- 愛猫家。保護した猫を多頭飼いしている。
- DIYのような創作活動が好きで、猫がモチーフのシルバー925ボタンがついた、天然石と革紐を使ったラップブレスやネックレスなどのオリジナルアクセサリーを、2013年2月22日より製作・販売している。好きな石は、オニキス、ヘマタイト、タイガーアイ、ハウライト[15]。
- 競馬好き。初めて勝ったレースでトウカイテイオーにはまり、1993年の第38回有馬記念が最も思い出深いレースである[16]。以来、一番好きな競走馬はトウカイテイオー。ほかに、ビワハヤヒデ、ディープインパクトがお気に入り。

## ディスコグラフィー

### 参加作品
- 屍忌蛇によるトリビュート・アルバム『STAND PROUD! ALL FOR HEAVY METAL』（エイベックス・トラックス、1998年）
- 屍忌蛇を中心としたユニットBLUE-3による企画アルバム『METAL DRAGON』（徳間ジャパンコミュニケーションズ、1998年）
- 柴田直人によるトリビュート・アルバム『STAND PROUD! II』（エイベックス・トラックス、1999年）
- MEPHISTOPHELES『METAL ON METAL』（バップ、2001年）
- ANIMETAL『アニメタル・マラソンIV』（カッティング・エッジ、2001年）
- 屍忌蛇によるトリビュート・アルバム『TRIBUTE OF MASKED RIDER』（METALLIC CORE、2009年）
- LIGHTNING 『FIVE RINGS』（KING'S LINEAGE、2010年）
- GALNERYUSのギタリストSyuによるトリビュート・アルバム『CRYING STARS -STAND PROUD!-』（HPQ、2010年）
- 屍忌蛇プロデュースのカバー・アルバム『Dual World』（METALLIC CORE、2014年）
- ギタリスト清水保光のソロアルバム『Burning Spirit』（Black Hill Records、2016年）

## 著書
- 『地獄のボーカル・トレーニング・フレーズ 燃え尽きるまでシャウトせよ！』（2008年、リットーミュージック）ISBN 9784845615094
- 『地獄のボーカル・トレーニング・フレーズ 奇跡の入隊編』（2010年、リットーミュージック）ISBN 9784845618439